# Dun (toponimia)

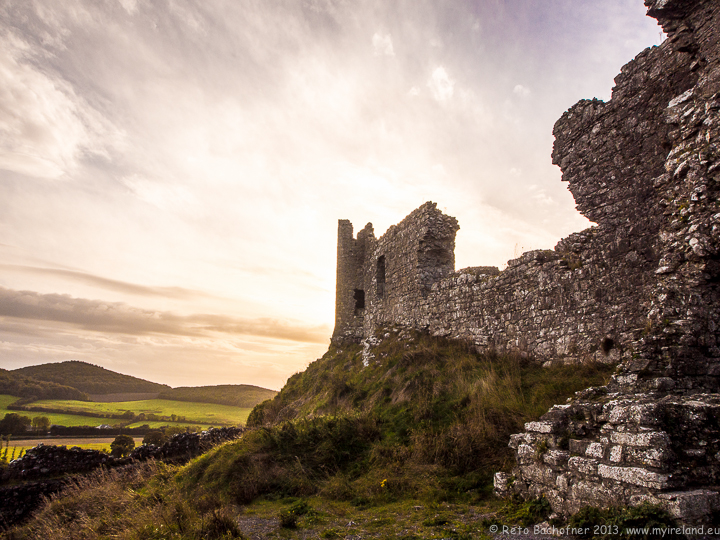
Dunamase, en el centro de Irlanda (del gaélico Dún Másc, "Fortaleza de Másco")

Dun es un topónimo, o un elemento toponímico, habitual en las zonas de población, o de antigua población, céltica. Originariamente quería decir ciudadela, fortaleza, zona fortificada y, de forma secundaria, colina, altozano. Se encuentra en el galo bajo la forma dūnon (con una U larga) en forma nominativa, siendo el radical duno-, o latínizado en dunum, dún o dún en gaélico y din en galés y en bretón (cfr. Dinan). La forma protocelta es *Dūno-, que da el griego δοῦνον y está relacionado, en última instancia, con la etimología inglesa de town (ciudad).
Se trata de uno de los términos más comunes de la toponimia europea y se reencuentra igualmente en los textos relacionados con la mitología celta, especialmente para designar la residencia de dioses o héroes. Actualmente, la palabra pertenece al vocabulario arqueológico como término genérico para designar pequeños bastiones, enclaves o brochos en Escocia, como subgrupo de los oppidums. En algunos lugares, parecen haber sido construidos en lo alto de cragos o montículos favorables, especialmente al sur del Fiordo de Clyde y del Fiordo de Forth.

## Ejemplos
Dentro de la toponimia escocesa es especialmente abundante: Dùn Èideann (Edimburgo), Dumbarton, Dunkeld, Dundee, Dunblane, Dunbar, Dunoon, Dunfermline, Duns. Aparece también profusamente en Irlanda (por ejemplo: Dún na nGall, Donegal), pero también en toda Europa: en Belgrado (Singidunum), en Legnica (Lugidunum), en Olten (Ol(l)odūnonm), en Colchester (Camulodunum), posiblemente en Londres (Londinium) y especialmente en la antigua Galia, dentro del nombre de muchas ciudades: Autun, Audun-le-Roman, Châteaudun, Don, Dun-les-Places, Dun-le-Palestel, Issoudun, Liverdun, Loudun, Verdun, Meudon, etc. En la antigua Galia, a menudo queda reducido a un simple suffix por evolución fonética -on, -un, -in o -an: Lyon < Lugdunum, Nyon < Noviodunum, Nouan-le-Fuzelier < Noviodunum, Champéon, Chambezon < Cambodunum, Suin < Segodunum, etc. y dentro de las palabras dialectales de diversas regiones: dun, dunete.
También en la Península ibérica hay numerosos ejemplos: Navardún, Gordún, Canal de Berdún, Caladunum (Mirandela), Bergidum (Barbitanya), etc., algunos de ellos en Cataluña: Besalú (Bisuldunum), Verdú (Virudunum).